# Șîpînkî, Bar
Șîpînkî (în ucraineană Шипинки) este un sat în așezarea urbană Kopaihorod din raionul Bar, regiunea Vinnița, Ucraina.

## Demografie
Componența lingvistică a localității Șîpînkî
     Ucraineană (97,79%)
     Rusă (1,52%)
     Alte limbi (0,59%)
Conform recensământului din 2001, majoritatea populației localității Șîpînkî era vorbitoare de ucraineană (97,79%), existând în minoritate și vorbitori de rusă (1,52%).